# 正广和汽水厂
31°15′40″N 121°30′57″E / 31.260991°N 121.515932°E
正广和汽水厂，是上海市優秀歷史建築之一，位於中國上海市通北路400號。正广和汽水厂由英國商人在1892年建立，在1921年遷至現址（一說為1923年遷廠，1935年竣工）。

在1930年代，該廠是中國最大的汽水廠，其商標在中國沿海地區非常知名，並幾乎完全控制中國的汽水銷售，被形容為「汽水大王」。抗日戰爭期間，汽水廠被日本商家佔領，廠房損壞嚴重，難以維持生產；戰後，汽水廠與華商建立合作關係，得以恢復生產。

中國共產黨控制上海後，正廣和汽水廠在1954年7月由上海市地方工業局代管，易名為正廣和汽水公司，其後在1966年因文化大革命而更名為上海汽水廠，直至1992年（一說為1997年）才恢復原名。汽水廠的產品在改革開放初期仍然具知名度，但在1980年代後期面對激烈的市場競爭，普及程度和經濟效益出現驟降。

正廣和後來改為生產飲用水，在2012年成為梅林股份的業務板塊之一。正廣和汽水廠在1999年獲列入第三批上海市優秀歷史建築，並在2004年列入第一批杨浦区登记不可移动文物。

## 歷史

### 抗日戰爭前

正广和汽水厂在1930年《申報》的廣告，標榜產品符合衛生

1864年，英國商人史密斯在上海英租界创立广和洋行，主要經營洋酒和汽水。同是英國商人考尔伯克和麦克利格兩人在1882年加盟洋行，但史密斯不久後停止合作關係，另外開設老广和洋行；考尔伯克和麦克利格便把广和洋行易名為正广和洋行，以示與史密斯的老广和洋行区分，並取意自「正本清源、广泛流通、和颜悦色」。二人在1892年於上海虹口提篮桥附近筹建正广和汽水厂（當時名為泌乐水厂），並在1921年（一說為1923年迁厂，1935年竣工）把工厂迁至韬朋路（今通北路400號，即現址）。
正广和汽水厂在1920年代末採用了改进式三重蒸馏装置，是上海當時最复杂、最完善的饮料机器，以確保產品素質。汽水厂努力宣傳，在各大報刊登廣告，又成為上海首家以馬車運送飲料的飲料企業，並首創汽車送貨。正广和汽水厂是英國商人开办，因而在上海租界享有多种特权，例如生产经销权、豁免卫生监督检查、商标保护等；汽水厂亦有英国在华银行作资金後盾，例如汇丰银行便為汽水厂擴張時的资金周转給予极大便利。
1930年，正广和汽水厂成为中國最大汽水厂，多款產品销售至中國国内、其他远东地区、英国、澳大利亚。到了1930年代中期，正广和汽水厂的商标在中國沿海地区已經非常知名。在抗日戰爭前夕，正广和汽水厂鼎盛发展，幾乎完全控制中國的汽水销售，被形容為「汽水大王」。

### 抗日戰爭後
抗日戰爭期間，正广和汽水厂被日本商家佔領，生產的汽水和鮮桔水供應給日軍兵員飲用，其後被投靠侵略者的中國人接管，終被迫停產。抗戰胜利後，汽水厂重新回到英國商人手上，但由於受日本掠夺、受投靠侵略者的中國人破坏，厂房損壞嚴重，难以维持生產；而正广和原本的企業高管曾被拘禁至日军集中营，獲釋時身无分文，无力恢复汽水厂的生产。
洋行买办方安圃認為可以趁機讨好英商，便联络华商李耀文，二人组成富华公司，與英國商人谈判，成功建立合作关系，讓正广和汽水厂恢復生产；他們約定，厂房等不动产由英商提供，其他开支則由富华公司負責。於是，正广和汽水厂在1946年5月复工生产，所有产品由富华公司经销。同年7月，麥克利格之子想从正广和汽水厂謀取利益，声称要以30万英磅出售汽水厂，逼使李耀文让步；因此，英商在1946年8月至1948年沒有投放任何资金，却得到汽水厂全數利润。
第二次國共內戰期間，正广和汽水厂曾駐紮了國民革命軍的一个团部，後因中国人民解放军进入上海的情势而撤走。中國共產黨控制上海後，正广和汽水厂在1954年7月由上海市地方工业局代管，易名為正广和汽水公司。1956年，正广和汽水厂与多个小食品厂合并。在1950年代，汽水厂進行技术革新，並成功克服原料匮乏等問題。文化大革命開始後，有些評論批評「正广和」這名字是由外商所起，與中華人民共和國的社会主义建设原则不符；因此，正广和汽水厂在1966年更名為上海汽水厂。1978年，否定部分文化大革命思想的中國共產黨第十一屆中央委員會第三次全體會議召開後，汽水厂領導層決定恢復「正广和」商標；但汽水厂仍名為上海汽水厂，直至1992年（一說為1997年）才恢復原名。
在改革開放初期，上海汽水厂的產品仍然具知名度。1980年代，汽水厂引进了英國、德國、美國等地的生产设备，形成六条汽水生产线。到了1980年代後期，汽水厂面對激烈的市场竞争，形勢陷入被动，普及程度和经济效益驟降，市場佔有率由90%跌至50%。1990年代初，外國饮料品牌大举進入中國市場，中國国内的饮料品牌节节败退；可口可乐更曾申请使用正广和的英文商标「AQUARIUS」，惟未果。正广和後來改為生產飲用水，在2012年成為梅林股份的业务板块之一。

## 历史建筑
正广和汽水厂厂址内现存一座六层建筑。该建筑由公和洋行设计，1933年开工，1935年落成，共花费白银1.5万两。建成后该建筑作为汽水仓库使用。1996年建筑被改建为办公楼。2013年，汽水厂所处的地块被开发，该建筑被整体顶升并向西北方向平移38米。1999年，正广和汽水厂獲列入第三批上海市優秀歷史建築，2004年，建筑又被列为第一批杨浦区登记不可移动文物。
汽水厂仓库占地1,321平方米，建筑面积為7,000余平方米，高22米，重1.2万吨；建築风格為现代主义，结构為钢筋混凝土框架结构；建筑採用横竖线条构图，外墙為清水红砖墙。